# CRC Press
CRC Press — видавництво, яке спеціалізується на науковій і технічній літературі. Видає літературу в
інженерній справі, науці, з математики, а також бізнесу і інформаційних технологій. CRC Press є підрозділом Taylor & Francis, яка належить Informa.
Імпринт видавництва: AK Peters, Chapman & Hall, Productivity Press.